# Тинець (Краків)

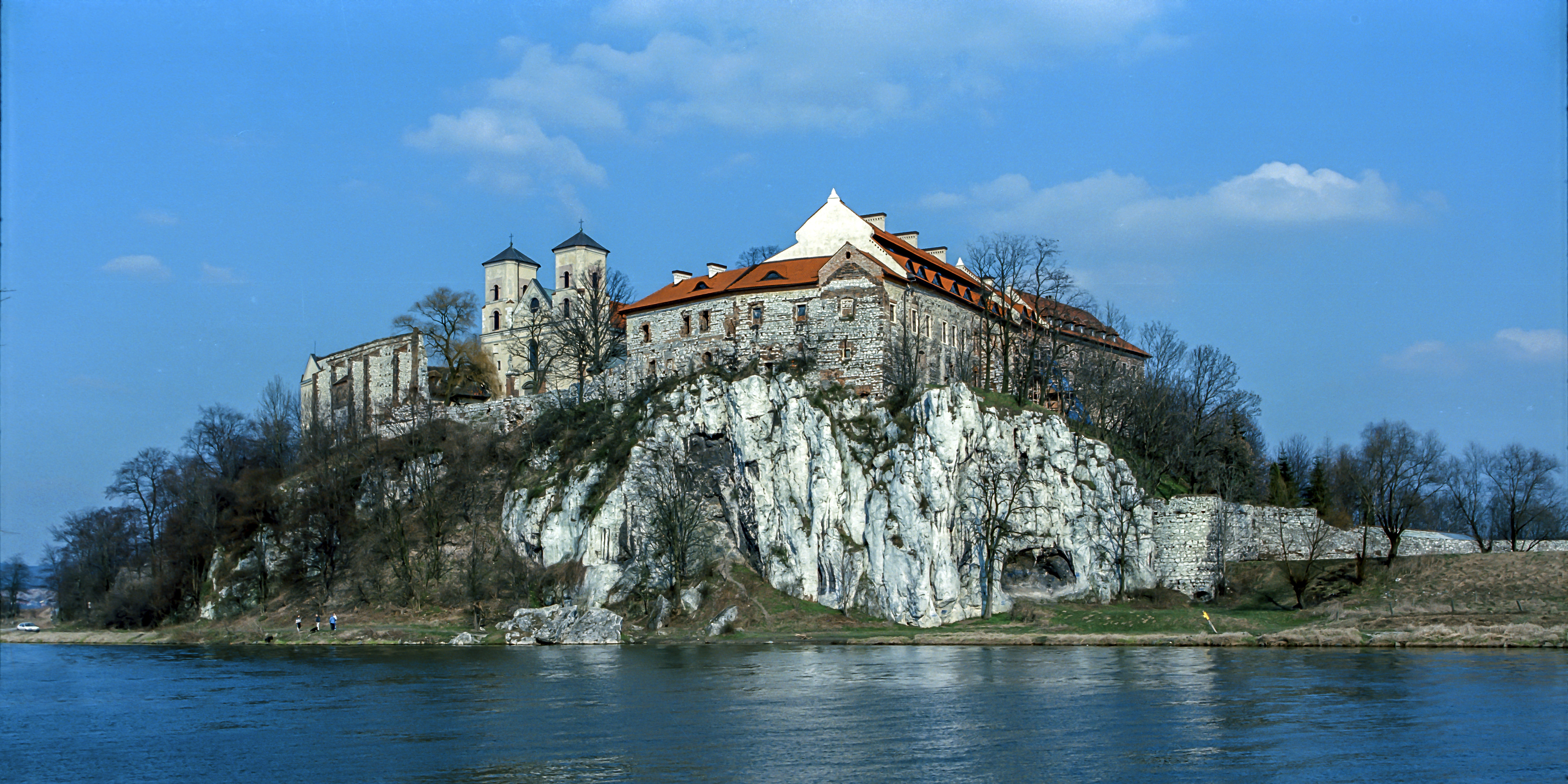
Монастир у Тинцю з-за Вісли

Тинець (пол. Tyniec) — колишнє село поблизу Кракова, яке в 1973 році було включено до Кракова. Він розташований у західній частині міста, на правому березі річки Вісла в дільниці VIII Дембники. Тинець відомий головним чином завдяки бенедиктинському монастирю, що існує з 1044 року, одному з найбагатших і найважливіших у Польщі.

## Географічне розташування

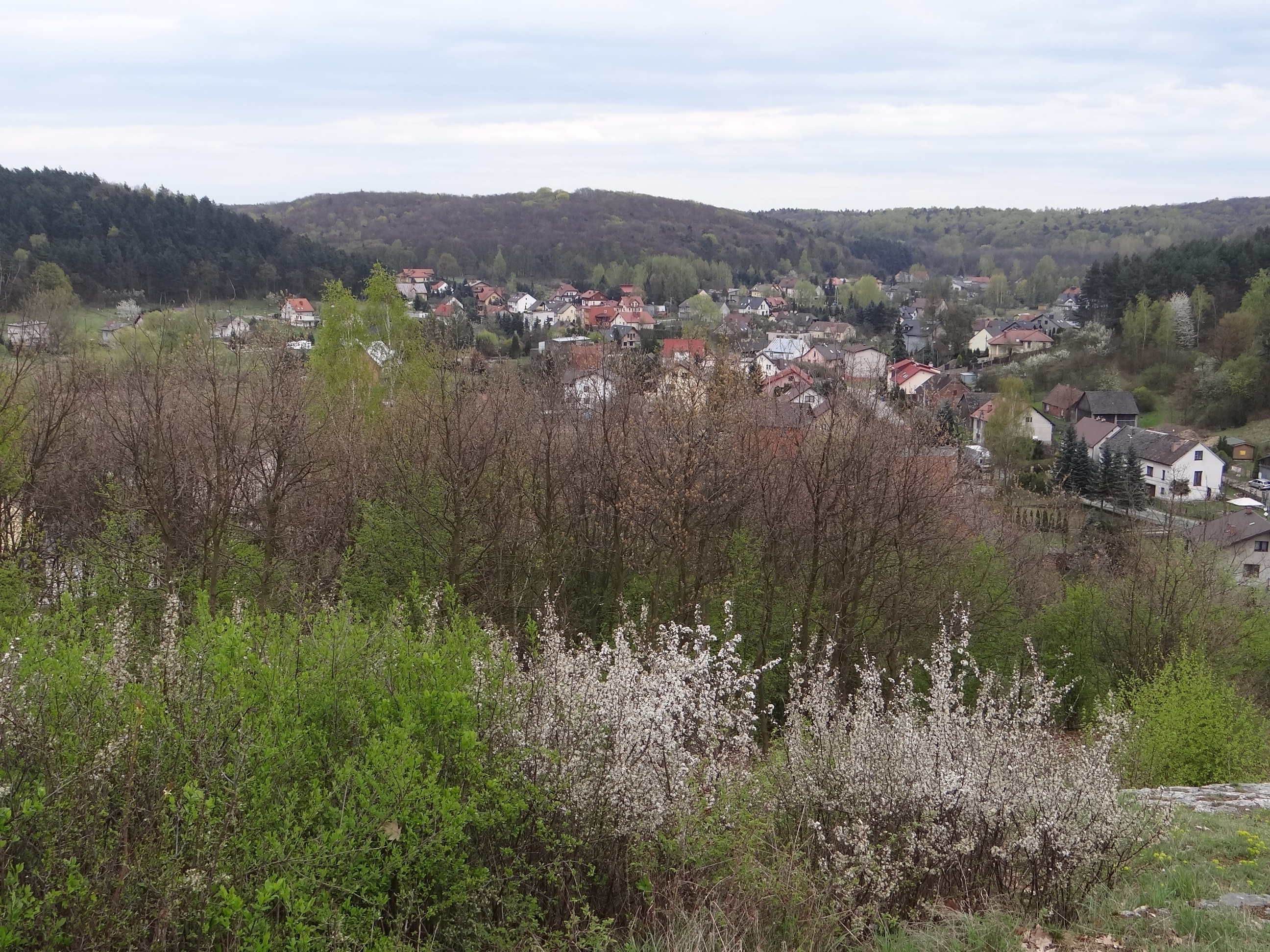
Тинець видно з пагорба Велканоц

Тинець розташований приблизно в 12 км на південний захід від центру Кракова, на правому березі Вісли, між вапняковими юрськими пагорбами, що називаються Тинецькими Пагорбами. Це: Гура Кляшторна (233 м), Гродзіско (280 м), Дужа Ководжа (261 м), Богучанка (270 м), Козобіца (282 м), Остра Гура (284 м), Букувка (269 м), Дужа Бєдзінка (229 м), Велканоц (260 м), Вєлогура (близько 257 м) і найвищий Гумінек (294 м).
В околицях Тинця знаходиться каньйон Вісли, що називається Тинецька брама, і природний резерват Скольчанка, створений у 1957 році. Б'є Джерело Швєнтояньське, котре є єдиним таким пам'ятником природи на терені Кракова.
З півночі Тинець межує з Пекари, з північного сходу з Костржем, зі сходу — з Скотниками, з південного сходу із Сідзіною, з півдня — з Самборком (котрий з початку 50-х років XX століття є частиною Скавіни), північний і західний кордон являє річка Вісла, котра відокремлює Тинець від Сьцейовиці із заходу. Поселення тинецьке було розташоване на колишньому торговому шляху, що вів від Кракова через Освенцим до Моравії та до Чехії. У Тинці протягом сотень років існувала природна переправа через Віслу.
З центром Кракова Тинець з'єднаний автобусами, а також водним трамваєм, зупинка якого знаходиться на річці Вісла біля бенедиктинського монастиря.

## Історія
Рельєф і близькість річки Вісла мали великий вплив на ранній розвиток селища. На сусідніх Скалках Пекарських був виявлений один з найдавніших слідів людського буття, 12 000 років тому (палеоліт). Найдавніші відомі сліди поселення на терені Тинцю походять з мезоліту (близько 8000-4800 рр. до н. е.). Численні археологічні пам'ятники підтверджують існування поселення на горі Кляшторній, походять з 2300 р. до н. е., з епохи неоліту. Виявлено сліди майстерні по виробництву високоякісної сірої кераміки і найстаріший в Польщі Монетний двір, що виробляв в основному срібні кельтські монети.
На початку X століття Тинець був населений Віслянами. На початку XI століття, можливо, належав до предків Сецеха і Тенчиньських, був конфіскований Казимиром Відновителєм. Незабаром після цього він або його син Болеслав Сміливий віддали Тинець бенедиктинцям. Їх прибуття до Тинця та заснування абатства в середині XI століття стало переломним у історії міста.
У 1259 р. Тинець був зруйнований монгольськими військами, які прямували з Кракова до Сілезії. Це було пов'язано зі стратегічним розташуванням населеного пункту, пов'язаного з переправою, що було зручним проходом для війська через Віслу поблизу державного кордону в безпосередній близькості від Кракова.
Наприкінці XVI століття село, що належало бенедиктинському абатству, знаходилося в районі Щижица Краківського воєводства.
Поважних знищень Тинець зазнав під час шведського потопу. У 1772 році Тинець був осаджений барськими конфедератами, що захищалися від російської армії. Бої зруйнували монастир і селище. В результаті першого поділу Польщі, Тинець був включений до Австрії. У 1816 році австрійська влада скасувала абатство, котре з того часу почало руйнуватись. У 1934 році створено, існуючу до включення до Кракова, гміну Тинець.
Протягом століть поселення Тинець розростало навколо двох місць. Першим була околиця абатства, де здебільшого будувалися економічні монастирські споруди. Другим — стара дорога з Кракова до Освенциму і маршруту Скавіна, уздовж якої вишикувалися будинки. На початку село, мабуть, мало характер витягнутого уздовж дороги, потім перетворювалося на вилку-кількадорожнє, а потім на багатодорожнє.
Тинець з XIX століття, хоча це було велике село, як за площею, так і за кількістю жителів, було бідним селом галісійським. Хоча існувала вільносплавна переправа, човни використовувалися для перевезення людей, і пороми використовувалися для транспортування візків. Канатний пором був змонтований у 1923 році. Переправа перестала функціонувати в квітні 1989 року.
Окрім обробки землі, мешканці Тинця також займались сплавом на плотах та в'язанням. Зерно, кам'яне вугілля, а також будівельні матеріали, такі як дерево, були найчастішими товарами, що сплавлялися. Сплав відбувався на плотах, галасах і склепах. Сплав існував до кінця 19 століття, коли його витіснили залізниці.
Найвідомішим продуктом в'язання у Тинцю були магерки тинецькі (круглі капелюхи з білої вовни). Мешканці Малопольського та Підкарпатського воєводств носили їх до початку XX століття.
Дерев'яна сільська забудова була характерна для цієї місцевості, однак вирізнялася за кольором — хати були пофарбовані в кольорові смуги. Хати мешканців Тинця були зведені за однаковою схемою. У середині знаходився передпокій, з обох сторін були камора і стайня. Кожне приміщення мало окремі двері.
У 1977—1998 рр. в районі Тінця на річці Вісла був побудована гребля Костюшко, по котрій проходить об'їздна автомагістраль Кракова. Водна гребля та частина об'їзної дороги розташовані в сусідній гміні Лішки.
З Тинцем пов'язана середньовічна легенда про Хельгунду та Вальгарда Вдалого. У Тинці відбуваються події роману «Брати Воскресіння» Йозефа Ігнаці Крашевського. Готель "Під Злим Туром" — місце епізоду тевтонських лицарів Генрика Сенкевича.
Назва Тинець походить від кельтського слова «tyn», що означало стіну або огорожу. Ймовірно, тому він був посилений або укріплений.